# Люксембург на летних Олимпийских играх 1912
Люксембург принимал участие в Летних Олимпийских играх 1912 года в Стокгольме (Швеция) во второй раз за свою историю, но не завоевал ни одной медали. От Люксембурга в играх приняли участие атлеты (причём Пеллетье занял 17-е место, ставшее лучшим результатом) и гимнасты.